# S.S.D. Viareggio 2014
Società Sportiva Dilettanistica Viareggio 2014, thường được gọi đơn giản là Viareggio 2014 hoặc chỉ là Viareggio, là một câu lạc bộ bóng đá Ý đến từ Viareggio, Tuscany.
Sau đội tiền nhiệm FC Esperia Viareggio, bị loại khỏi các giải đấu chuyên nghiệp năm 2014, "Viareggio 2014" đã đăng ký kế nhiệm và được nhận vào Eccellenza Tuscany. Tuy nhiên, Esperia Viareggio vẫn tiếp tục chơi ở Terza Cargetoria từ 2014-2017.

## Lịch sử

### Esperia 1911
Esperia là một câu lạc bộ bóng đá được thành lập tại Viareggio vào năm 1911.

### Viareggio Calcio, A.S. Viareggio Calcio và A.C. Viareggio
Viareggio Calcio được thành lập vào năm 1919 bởi sự hợp nhất của 6 câu lạc bộ bóng đá: Esperia, Libertas, Vigor, Giuseppe Garibaldi, Aquila và Celeritas. Câu lạc bộ được thành lập lại vào năm 1939 với tên AS Viareggio Calcio và một lần nữa là AC Viareggio vào năm 1994.
Viareggio chơi ở Serie B trong khoảng thời gian từ 1933-37 đến 1946-48.    Viareggio cũng đã trải qua vài mùa giải ở Serie C, đáng chú ý là từ 1990 đến 1994 và từ 1997 đến 2002. 
Vào những năm 2000, câu lạc bộ đã được Trường Kinh tế Châu Âu mua lại từ Bruno Fanciullacci. Câu lạc bộ sau đó được gọi là ACESE Viareggio.
ACESE Viareggio đã bị giải thể do phá sản vào tháng 6 năm 2003. Cựu chủ tịch của câu lạc bộ Vincenzo Ngành (bí danh: Marvin Tracy) bị buộc tội rút tiền từ câu lạc bộ bằng hóa đơn giả. Bản thân trường đã dính vào vụ bê bối rửa tiền bị cáo buộc.

### Esperia Viareggio
Sau sự sụp đổ của AC Viareggio, Esperia Viareggio trở thành đội kế thừa của câu lạc bộ. Chủ tịch sáng lập của Esperia Viareggio là Mirko Lippi, nhưng sớm được thay thế bởi Stefano Dinelli, chủ tịch từ năm 2003 đến khoảng năm 2014. Tuy nhiên, câu lạc bộ mới không có được tài sản của câu lạc bộ cũ. Được biết, cựu chủ tịch AC Viareggio Bruno Fanciullacci đã mua lại tài sản của câu lạc bộ cũ bằng cách bán đấu giá. Cái tên "Esperia Viareggio" là một sự tôn kính đối với đội đầu tiên được thành lập trong thành phố, Esperia 1911.
Được biết, Comitato Regionale Toscana, người tổ chức Eccellenza Tuscany, đã chấp nhận đơn xin của Esippi Viareggio của Lippi như một câu lạc bộ thay thế, thay vì Viareggio của Fanciullacci.
Thăng hạng vào năm 2006 sau khi giành được Eccellenza Tuscany và Coppa Italia Dilettanti, Esperia Viareggio đã có được lần thăng hạng thứ hai liên tiếp vào ngày 22 tháng 4 năm 2007 bằng cách thắng bốn trận đấu tại bảng E của Serie D trước khi kết thúc mùa giải.
Vào cuối mùa giải 2008-09 Lega Pro Seconda Divisione, lần đầu tiên câu lạc bộ được tham gia Lega Pro Prima Divisione     trong lịch sử của nó.
Những cầu thủ phục vụ lâu năm đã nghỉ hưu bao gồm Samuele Barsotti và Giuseppe Costantino vào năm 2010 và Michele Fusi năm 2009. Alberto Reccolani cũng rời câu lạc bộ. Trong năm 2009-10 và 2010-11 đội đã kết thúc mùa giải ở vị trí xuống hạng, nhưng đã giành chiến thắng trong trận play-off để ở lại Lega Pro Prima Divisione. Trong năm 2010-11, những hậu vệ duy nhất kí hợp đồng dài hạn là Lorenzo Fiale và Sergio Carnesalini, trong khi những người khác được mượn từ các đội khác. Thủ môn khởi đầu Carlo Pinsoglio được cho mượn từ Juventus và được gọi vào đội bóng đá U-21 quốc gia Ý trong thời gian ở lại với câu lạc bộ. Vào năm 2014, câu lạc bộ đã bị loại khỏi Lega Pro - giải hạng ba mới vì lý do kinh tế.
Tuy nhiên, Esperia Viareggio sau đó đã được nhận vào mùa giải 2014-15 Terza Cargetoria.

### Viareggio 2014
Vào tháng 8 năm 2014, nhờ vào Điều 52 của NOIF, một câu lạc bộ mới đã được nhận vào Eccellenza Tuscany với tư cách là đội kế nhiệm.

## Màu sắc và huy hiệu

logo của FC Esperia Viareggio không còn tồn tại

Màu sắc chính của câu lạc bộ là trắng và đen, đóng vai trò là nguồn cảm hứng cho biệt danh của câu lạc bộ, [Le] Zebre, là viết tắt của "The Zebras".
Logo của Esperia Viareggio hiện không còn tồn tại, nổi bật với sọc ngựa vằn và mỏ neo. Trong mùa 2012-13, Burlamacco, một biểu tượng vương miện địa phương, cũng đã được thêm vào áo.
Esperia Viareggio đã mặc một logo tạm thời "Viareggio Ricorda" vào năm 2009, như một đài tưởng niệm về sự trật bánh của Viareggio.
SSD Viareggio 2014 có nền logo tương tự như logo của FC Esperia Viareggio hiện không còn tồn tại, nhưng được thiết kế có thêm "năm 2014", năm nền tảng của nó. Logo cũng có một mỏ neo, giống với biểu tượng của thành phố.
Viareggio 2014 cũng đã sử dụng logo tạm thời Il Mondo che vorrei vào năm 2015 như một đài tưởng niệm về sự trật bánh của Viareggio.

## Sân vận động
AC Viareggio đã chơi trận đấu trên Stadio Torquato Bresciani nhà của họ trên Stadio Torquato Bresciani, còn được biết đến với cái tên Stadio dei Pini. Đội kế vị của họ, Esperia Viareggio và Viareggio 2014, cũng đã sử dụng sân vận động đó cho đến năm 2018.

## Huấn luyện viên cũ đáng chú ý
- liên_kết=|viền Roberto Pruzzo
- liên_kết=|viền Nedo Sonetti